# البصريات الكهربائية
البصريات الكهربائية فرع من فروع الهندسة الكهربائية والهندسة الإلكترونية وعلم المواد وفيزياء المواد التي تتضمن مكونات وأجهزة والأنظمة التي تعمل عن طريق الانتشار وتفاعل الضوء مع مختلف المواد المصنوعة. وتتعلق بالتفاعل بين الحالة البصرية والحالة الإلكترونية للمواد.